# Агилера, Хуан (чилийский футболист)
Хуа́н Агиле́ра (исп. Juan Aguilera; 23 октября 1903, Сантьяго — 21 октября 1979, Коронель, Био-Био) — чилийский футболист, нападающий, участник чемпионата мира 1930 года.

## Биография
Играл за клуб «Аудакс Итальяно». В составе сборной выступал на чемпионате мира 1930 года в Уругвае. Сыграл всего в одной встрече, против сборной Аргентины. Поражение в этом матче не позволило чилийцам выйти из группы.